# Motuweta
Motuweta (лат.) — род насекомых из семейства Anostostomatidae подотряда длинноусых прямокрылых. Самцы обладают длинными крепкими мандибулами, при помощи которых они устраивают битвы с другими самцами на манер жуков-рогачей. 
Эндемики Новой Зеландии. 

## Виды
- Motuweta isolata Johns, 1997
- Motuweta riparia Gibbs, 2002